# ザ・ハウス・オブ・ザ・デッドシリーズにおける年表
ザ・ハウス・オブ・ザ・デッドシリーズにおける年表（ざ・はうす・おぶ・ざ・でっどシリーズにおけるねんぴょう）では、セガのガンシューティングゲーム『ザ・ハウス・オブ・ザ・デッドシリーズ』における架空の出来事を年表形式に掲載する。この世界の出来事は現実の時間軸に沿って展開する設定になっており、以下の年代表記は西暦である。

## 年表

### 1880年代
1880年
- ソーンハートたちの先祖が会を作る[注釈 1]（ハウス・オブ・ザ・デッド 〜スカーレット・ドーン〜）。

### 1940年代
1947年
- 6月11日、ロイ・キュリアン生まれる[1]。

### 1950年代
1950年
- 軍によるオーバーキル作戦開始。計画は失敗、残されたフォーミュラXは所在不明になる（ザ・ハウス・オブ・ザ・デッド オーバーキル）[注釈 2]。

### 1960年代
1963年（1958-1962年説や1966年説、1967年生まれ説もある）
- G生まれる[注釈 3]。

1966年
- 2月9日、トーマス・ローガン生まれる[1]。

1969年
- 7月21日、ソフィー・リチャーズ生まれる[1]。

### 1970年代
1974年または1975年
- エイミー・クリスタル生まれる。

1975年または1976年
- ゲイリー・スチュワート生まれる。

### 1990年代
1990年
- アメリカバイユー郡で人物が民間人を食い殺すという奇妙な事件（通称・パパシーサー事件）発生。Gが調査に入る。その後アイザック･ワシントンに出会い、合同で調査に出る。 一時2人は険悪な状況になるも意外な発想でこの事件を解決する（ザ・ハウス・オブ・ザ・デッド オーバーキル）[注釈 4]。

1992年（1993年説や1995年説などもある）
- ロイ･キュリアンが息子であるダニエル･キュリアンを救うため研究に出る。その後、彼の研究は生と死の研究にまで広がり、人造遺伝子「Magician」と「Wheel of Fate」を完成させる（ザ・ハウス・オブ・ザ・デッド III）。

1998年
- 12月17日、遺伝子研究所・DBR コーポレーションの研究員が突然失踪してしまう事件が発生。
- 12月18日、政府上層部が元DBRコーポレーション所長のロイ・キュリアンが前述の失踪事件を作った犯人と断定、キュリアン邸に工作員を送り込む。
- 12月20日[3][4]、キュリアン邸事件発生。この事件をきっかけに研究員がゾンビによって襲われ、ロイ･キュリアンは指示を聞かなくなったMagicianによって殺害され、その後MagicianはGとトーマス･ローガンによって撃破される。ソフィー、Chariotによって攻撃されるも生還する。その後、ガレップ・ゴールドマンとミスティックマンがロイ・キュリアンの跡を継ぐことになる（ザ・ハウス・オブ・ザ・デッド）。
- 政府が前述のキュリアン事件を公表しないことを決める（ザ・ハウス・オブ・ザ・デッド）。

1999年
- ゲーリー・スチュワート、政府機関AMSに所属する[注釈 6]。
- 6月、ローガンとソフィーが結婚する。

### 2000年代
2000年
- リサ･ローガン生まれる（1999年説もある[5]）。
- 2月26日[4][6]、イタリアベニスでゾンビによって無差別に市民達を襲う事件(通称･ゴールドマン事件)発生。この事件をきっかけにハリー・ハリスと先に調査に出ていたGが重傷を負う。この事件の首謀者であるガレップ･ゴールドマンがEmpelorをジェームズたちに撃破されたあと、飛び降り自殺する（ザ・ハウス・オブ・ザ・デッド 2）。
- ダニエル･キュリアンがロイ・キュリアンの遺産、「Wheel of Fate」を管理する（ザ・ハウス・オブ・ザ・デッド III）[注釈 7]。

2002年
- 世界各地でイレギュラーな事態が発生[7]。

2003年
- 12月、世界崩壊事件発生。
- ジェームズ･テイラー、ゴールドマン事件を調査中、大地震発生。数日後、AMSヨーロッパ本部でゾンビの群れが発生。ケイト･グリーンとともに脱出を図る。脱出後、ジェームズがケイトを救うためWorldともども自爆、殉職する（ザ・ハウス・オブ・ザ・デッド 4）。
- 数日後、ケイトとGがロンドンで出会う。その後復活したMagicianと対決、撃破する（ザ・ハウス・オブ・ザ・デッド 4 SP）。
- AMSが前述の世界崩壊事件をきっかけに解体される[7]。

2006年
- 12月6日[8]、ソーンハートによるゾンビ襲撃事件発生（ハウス・オブ・ザ・デッド 〜スカーレット・ドーン〜）。

### 2010年代
2019年
- 10月[5]、トーマス･ローガン、世界崩壊の原因となったEFI研究所に潜伏中、行方不明になる。そして2週間後、リサとGがトーマス救出に向かう。その後、ローガンが生存していることと死亡したと思われたダニエルが生きていることが明らかになり、Wheel of Fateになったロイ･キュリアンを撃破、この事件を解決する（ザ・ハウス・オブ・ザ・デッド III）。